# フリアン・シモン
フリアン・シモン・セスメーロ（Julián Simón Sesmero, 1987年4月3日 - ) は、スペイン・トレド県ビリャカニャス出身のオートバイレーサー。2009年のロードレース世界選手権125ccクラスチャンピオン。

## 経歴

### キャリア初期
わずか2歳の時にミニモトクロスを始めた。10歳の時にスペイン国内のモトクロスジュニアチャンピオンとなり、12歳からロードレースに転向。2000年に50ccと125ccのアプリリアカップレースで勝利を収め、2001年にはスペイン国内のロードレース選手権125ccクラスでシリーズ4位、2002年には同選手権3位となり、同年にはワイルドカード枠でロードレース世界選手権125ccクラスにデビューを果たした。

### ロードレース世界選手権

#### 125ccクラス ( 2003 - 2006 )
2003年には、マラグーティチームからフル参戦を開始した。初年度はわずか4ポイントの獲得に終わったが、翌2004年シーズンには Angaia Racing でホンダ・RS125Rに乗り換えて60ポイントを獲得、シリーズランキング14位と成績を伸ばした。2005年はレッドブル・KTMチームに移籍し、雨のドニントンでGP初勝利を遂げた。この年はシリーズランキング7位、翌2006年もKTMに残留しシリーズ9位となった。

#### 250ccクラス ( 2007 - 2008 )
2007年には、アルベルト・プーチ率いるレプソル・ホンダチームから250ccクラスにステップアップを果たすと、シリーズランキング9位の成績を残した。翌2008年にはKTMを駆ってシリーズ10位となった。2年間250ccクラスを戦ったが、表彰台の獲得はできないままだった。

#### 再び125ccへ ( 2009 )

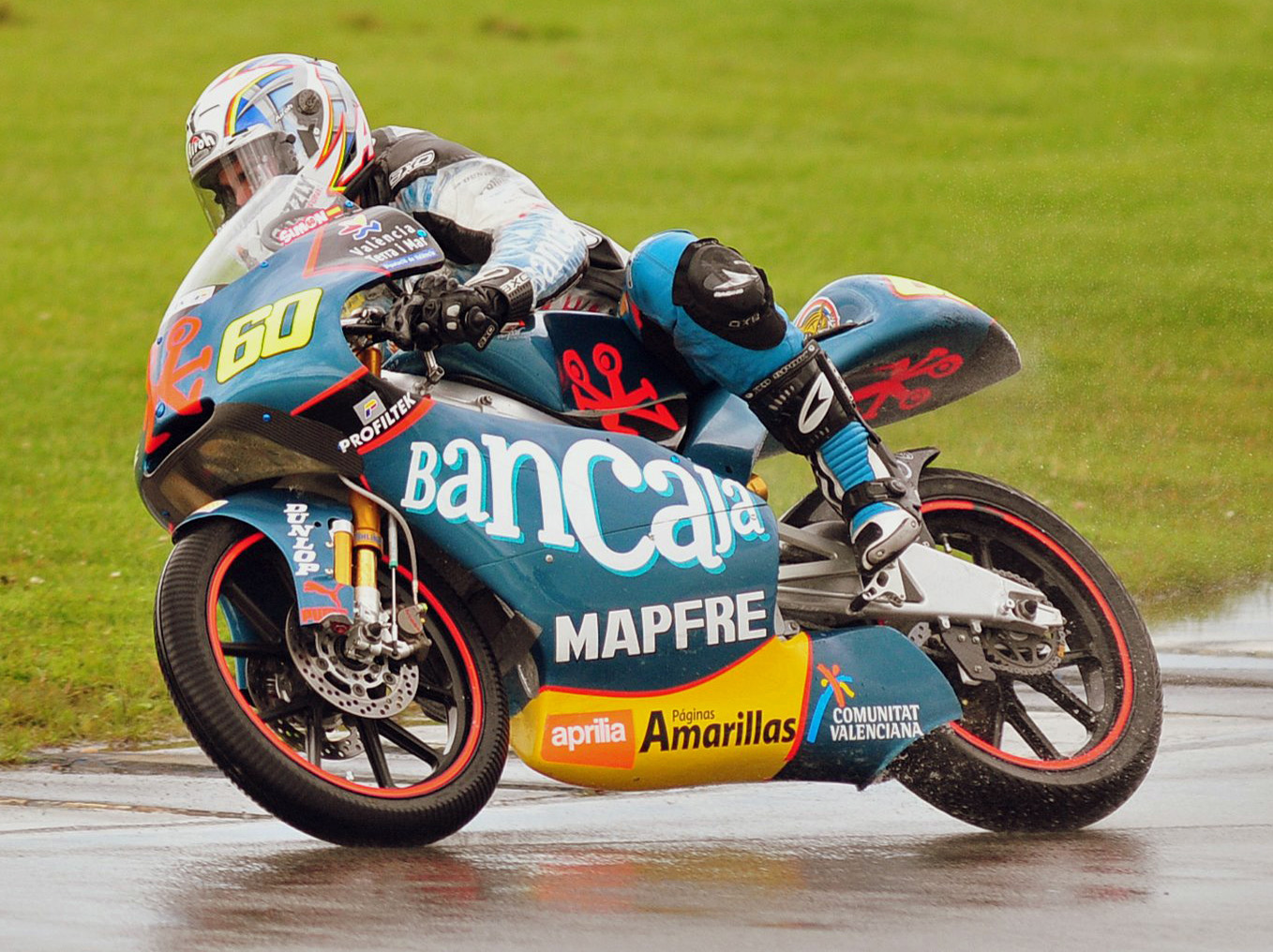
2009年 イギリスGP

2009年シーズン、シモンは125ccクラスに戻り、出直しを図ることになった。ホルヘ・マルチネス率いるバンカハ・アスパーチームでアプリリアを駆り、第4戦フランスGPではクラス復帰後初優勝を遂げた。第6戦カタルニアGPではトップでファイナルラップに突入したが、周回数を勘違いしたシモンはガッツポーズを見せてマシンをスローダウンさせてしまった。この痛恨のミスによって、シモンは優勝はおろか表彰台をも失う4位に沈んでしまった。しかしその後は安定した速さで勝利を重ね、2位を大きく離してチャンピオン争いをリード、第15戦オーストラリアGPで、ファイナルラップにチームメイトのブラッドリー・スミスをオーバーテイクしてシーズン5勝目を挙げ、2戦を残してワールドチャンピオンに輝いた。その後マレーシアGP、バレンシアGPでもスミスとのバトルを制して勝利を飾り、3連勝で飛躍のシーズンを締めくくった。

#### Moto2クラス ( 2010 - )
2010年、シモンはアスパー・チームに残留し、250ccクラス後継のMoto2クラスにマイク・ディ・メッリオをチームメイトに参戦を開始した。当初チームはRSV製のシャシーを使用していたが、第3戦フランスGPでスッター製に変更。そのレースでクラス初表彰台となる2位に入ったシモンは、以降安定した速さを見せ、2位を5回、3位を3回記録。勝利こそ挙げられなかったもののシリーズランキング2位に入る活躍を見せた。
2011年シーズンもアスパーに残留し、Moto2に継続参戦する。

## ロードレース世界選手権 戦績
| シーズン | クラス | バイク       | 出走 | 優勝 | 表彰台 | PP | FL | ポイント | シリーズ順位 |
| -------- | ------ | ------------ | ---- | ---- | ------ | -- | -- | -------- | ------------ |
| 2002年   | 125cc  | ホンダ       | 4    | 0    | 0      | 0  | 0  | 2        | 37位         |
| 2003年   | 125cc  | マラグーティ | 16   | 0    | 0      | 0  | 0  | 4        | 29位         |
| 2004年   | 125cc  | ホンダ       | 14   | 0    | 0      | 0  | 0  | 60       | 14位         |
| 2005年   | 125cc  | KTM          | 15   | 1    | 1      | 0  | 0  | 123      | 7位          |
| 2006年   | 125cc  | KTM          | 13   | 0    | 1      | 0  | 0  | 97       | 9位          |
| 2007年   | 250cc  | ホンダ       | 17   | 0    | 0      | 0  | 0  | 123      | 9位          |
| 2008年   | 250cc  | KTM          | 16   | 0    | 0      | 0  | 0  | 109      | 10位         |
| 2009年   | 125cc  | アプリリア   | 16   | 7    | 12     | 7  | 7  | 289      | 1位          |
| 2010年   | Moto2  | RSV スッター | 17   | 0    | 8      | 3  | 3  | 201      | 2位          |
| 合計     |        |              | 128  | 8    | 22     | 10 | 10 | 1008     |              |